# Aleks Krotoski

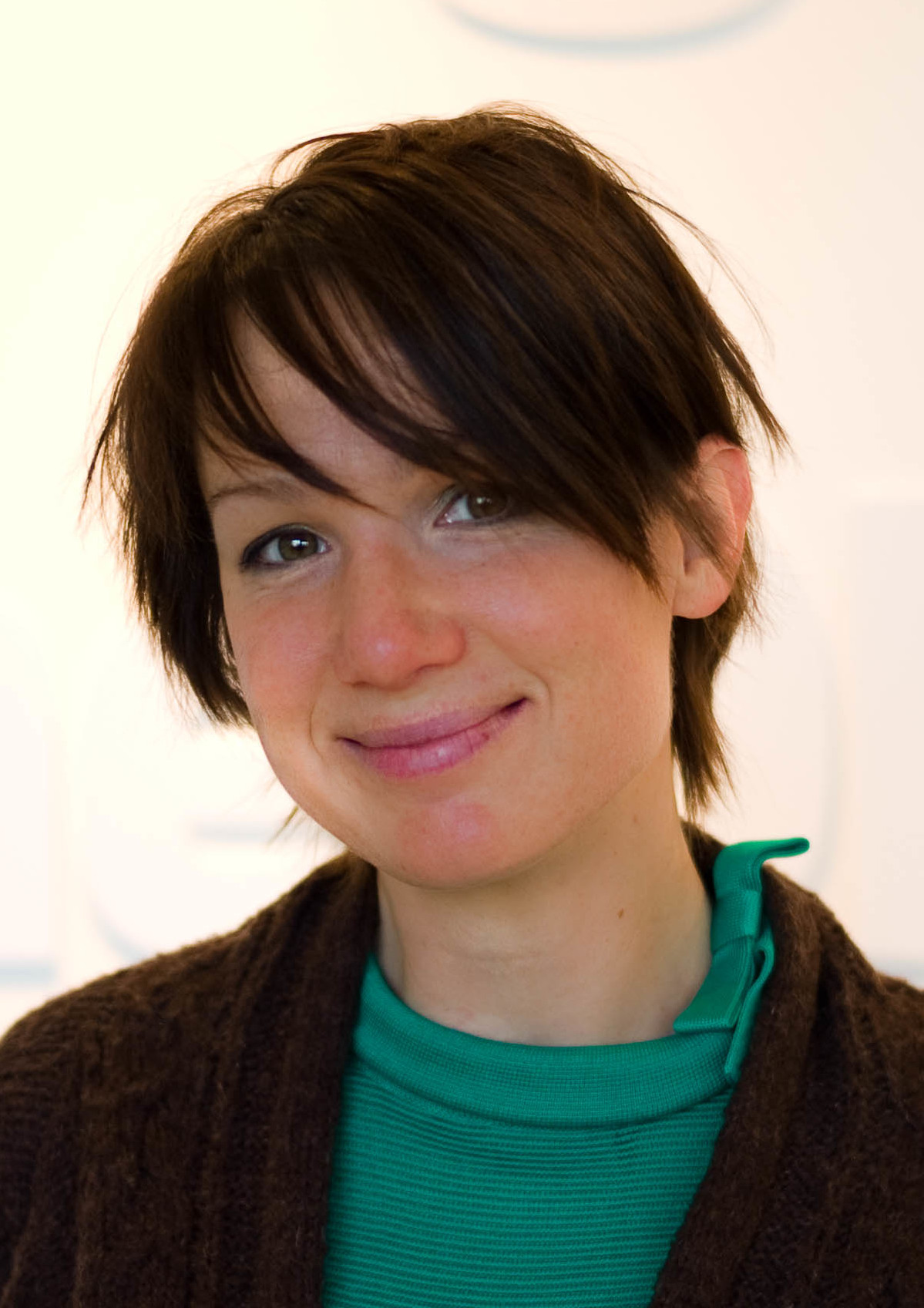
Aleks Krotoski, 2010.

Aleksandra Krystyna Krotoski (* 22. Oktober 1974 in Kuala Lumpur, Malaysia) ist eine polnisch-amerikanische Sozialpsychologin, die auch als Journalistin tätig ist. Sie schreibt für den britischen Guardian und hat mehrere Paper zu Technologie-Themen und Aspekten der Neuen Medien veröffentlicht.

## Leben
Krotoski wurde als Tochter Danutas und Wojciech Antoni Krotoskis in Kuala Lumpur, als Bürgerin der Vereinigten Staaten, geboren.
Sie erwarb ihren Bachelor der Psychologie 1996 am Oberlin College in Ohio und begann darauf im Vereinigten Königreich zu leben und zu arbeiten. Ihren Master of Science erwarb sie dann nach der Rückkehr an die Universität im Jahr 2004 an der University of Surrey, wo sie 2009 auch einen PhD erlangte. Ihre Arbeit beschäftigte sich mit Facetten des Soziallebens in Second Life.
April 2014 heiratete sie Ben Hammersley, das Paar hat eine Tochter.

## Arbeit & Veröffentlichungen
Aleks Krotoski war für 12 Episoden Co-Moderatorin der Fernsehsendung Bits, die zwischen 1999 und 2001 auf Channel 4 ausgestrahlt wurde.
Zwischen 2001 und 2013 war sie in mehreren Fernseh-Dokumentationen zu sehen, teilweise als Experte, teilweise als Moderatorin – wie in The Virtual Revolution. Für BBC Radio 4 moderierte sie seit 2011 „Digital Human“, eine Dokumentation über menschliches Verhalten im Internet, über acht Staffeln (Stand Februar 2016).
Für das britische Department for Education and Skills trug sie 2006 zu einem Teil der Schrift „Unlimited Learning: The role of computer and video games in curriculum-based education“ bei; 2004 verfasste sie „Chicks and Joysticks: An exploration of women and gaming“ für The Entertainment & Leisure Software Publishers Association (ELSPA).